# Kromme Rijn
De Kromme Rijn is een rivier in de provincie Utrecht, lopende vanaf de Nederrijn bij Wijk bij Duurstede tot de Stadsbuitengracht in Utrecht. Aan het begin van de jaartelling vormde de Kromme Rijn op huidig Nederlands grondgebied een deel van de natuurlijke grens van het Romeinse Rijk.

## Loop
De 28 kilometer lange rivier meandert in noordwestelijke richting via Cothen, Werkhoven, Odijk en Bunnik naar Utrecht.

### Verbinding met Nederrijn
De verbinding tussen de Nederrijn en de Kromme Rijn bestaat uit een kanaal van 350 meter lengte, dat uitkomt bij een sluizencomplex. Dit complex is sinds 1885 in gebruik en bestaat uit een waterinlaat en een sluis. Belangrijkste reden voor de bouw van deze waterinlaat was de aanleg van een tweede ring van forten van de Nieuwe Hollandse Waterlinie. Maar een andere belangrijke reden was om verdroging van het achterland tegen te gaan.
Na de afdamming van de Kromme Rijn in 1122 stroomde er geen water meer in de rivier. Pas toen Wijk bij Duurstede stadsrechten kreeg en een stadsmuur met grachten aanlegde, ontstond er voor de grachten behoefte aan een waterinlaat. Dat water zou dan ook automatisch de Kromme Rijn vullen, voor de scheepvaart. Deze duiker was vanaf 1478 aan de oostzijde van de stad operationeel. Vanaf 1675 is een betere duiker, die minder lekte, aan de westzijde bij de vermoedelijke dam, in gebruik genomen. Deze heeft gefunctioneerd tot 1988.

### Wijkse Rijn
Na de inundatiesluis stroomt de Kromme Rijn langs de bebouwde kom van Wijk bij Duurstede. De rivier wordt hier ook wel Wijkse Rijn genoemd. Nog voordat de Kromme Rijn de bebouwde kom van Wijk bij Duurstede verlaat, wordt voor de eerste keer water aangevoerd dat niet afkomstig is vanuit de Nederrijn. Hiervoor zorgt de Amerongerwetering. Opvallend genoeg stroomt het heldere water van de Kromme Rijn hier behoorlijk snel.
Tussen Wijk bij Duurstede en Cothen stroomt de Kromme Rijn door een open landschap. Vlak voor Cothen stroomt de rivier langs kasteel Rhijnestein. Binnen de bebouwde kom van Cothen bevindt zich een van de oudste bruggen over de Kromme Rijn. Deze ligt op de plek van een middeleeuwse weg die vanuit Wijk bij Duurstede naar Doorn liep. Ook komt op deze plek de Cothergrift aan bij de Kromme Rijn. Dit smalle kanaaltje is in 1635 gegraven voor de scheepvaart en vormt een verbinding met de Langbroekerwetering.
Nog binnen de bebouwde kom van Cothen bevindt zich een sluis- en stuwcomplex. Het complex dateert uit 1865 en was onderdeel van de Nieuwe Hollandse Waterlinie. De sluis wordt niet meer gebruikt - scheepvaart is hier immers niet mogelijk. De stuw erachter regelt het waterpeil in dit deel van de Kromme Rijn. Hier bevindt zich ook een vispassage. Vanaf dit punt wordt de rivier ook wel Enge Rijn genoemd.

### Enge Rijn

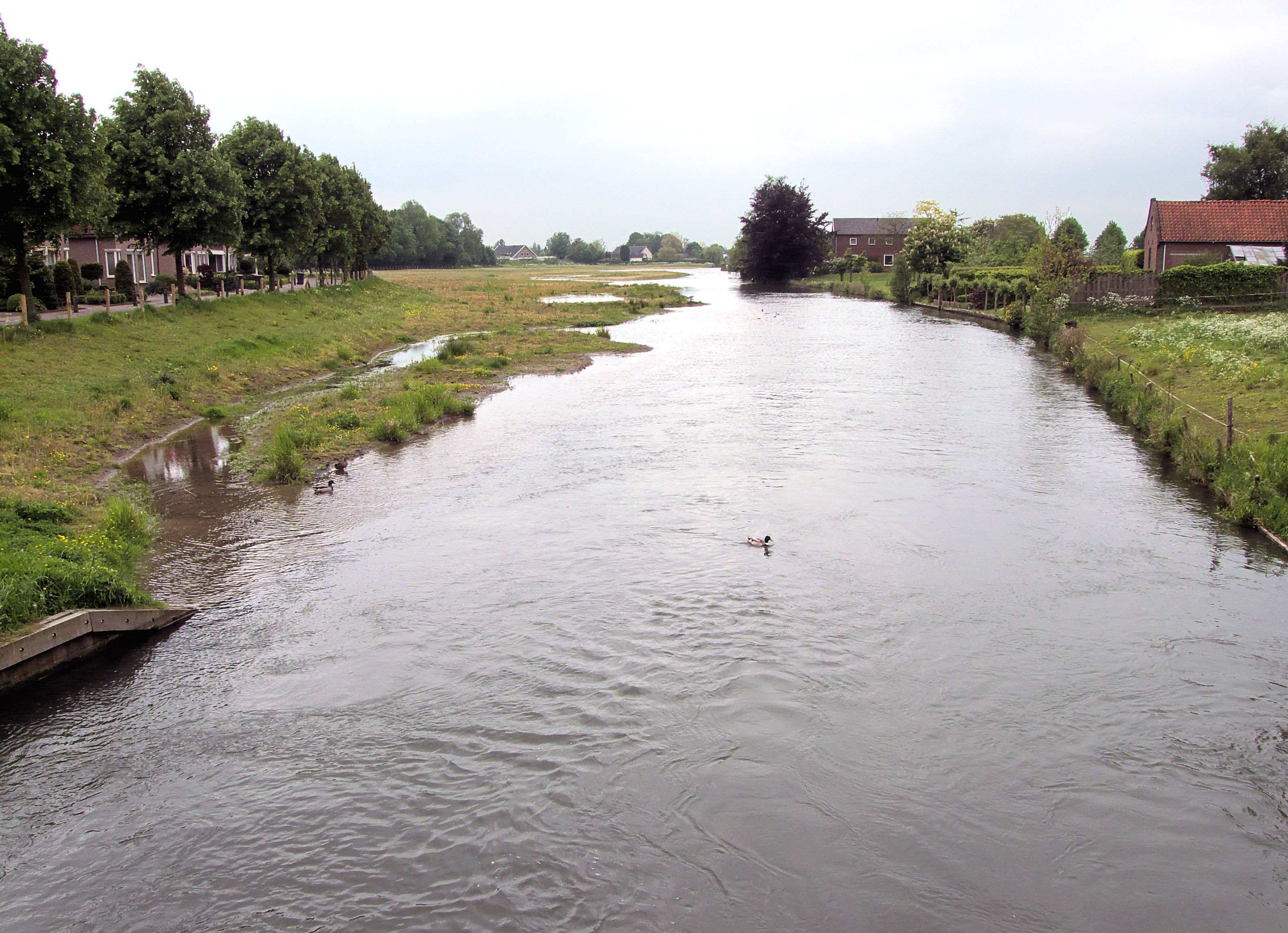
Dode arm in de Ossenwaard bij Cothen

Bij het verlaten van Cothen stroomt de Enge Rijn langs Riederweerd, Bloemenweerd, Hoge Weerd, Heiligenweerd en Ossenwaard. Deze weerden waren gebieden die regelmatig onder water liepen als de rivier buiten haar oevers trad. Ook nu is aan de rivier te zien dat er niet altijd een steile rechte kant is.
Voorbij de Ossenwaard komt er een scherpe meander in de rivier. Deze is in 1870 afgesneden door een kanaal, in het kader van de Nieuwe Hollandse Waterlinie. Bij deze Oude Kromme Rijn begint de Caspargouwsewetering, die een deel van het water bij hoge afvoeren van de Kromme Rijn afvoert naar het Amsterdam-Rijnkanaal.
De Enge Rijn stroomt vervolgens onder de N229 door en vervolgt haar weg richting Werkhoven. Vlak voor Werkhoven bevindt zich een overloopgebied dat ontstaan is door vroegere kleiwinning. Hier bevindt zich ook de tweede afgesneden meander: het Kattenveldsche Meer of Achterrijn. Hier bij Werkhoven bevond zich tot 1920 een loswal voor trekschuiten. Bij het punt waarop de Kromme Rijn en de Achterrijn samenkomen bevindt zich het tweede sluis- en stuwcomplex. Ook deze zijn in 1870 gebouwd in het kader van de Nieuwe Hollandse Waterlinie. Vanaf dit complex is de Kromme Rijn bevaarbaar tot aan Utrecht.
Ten noorden van Werkhoven passeert de Kromme Rijn het kasteel Beverweerd. Dit wordt omringd door grachten die gevoed worden door de Kromme Rijn. Vanaf Beverweerd is de Kromme Rijn goed te volgen door een pad direct langs de rivier. Stroomopwaarts is dat niet altijd het geval. De rivier stroomt ongestoord richting Odijk.

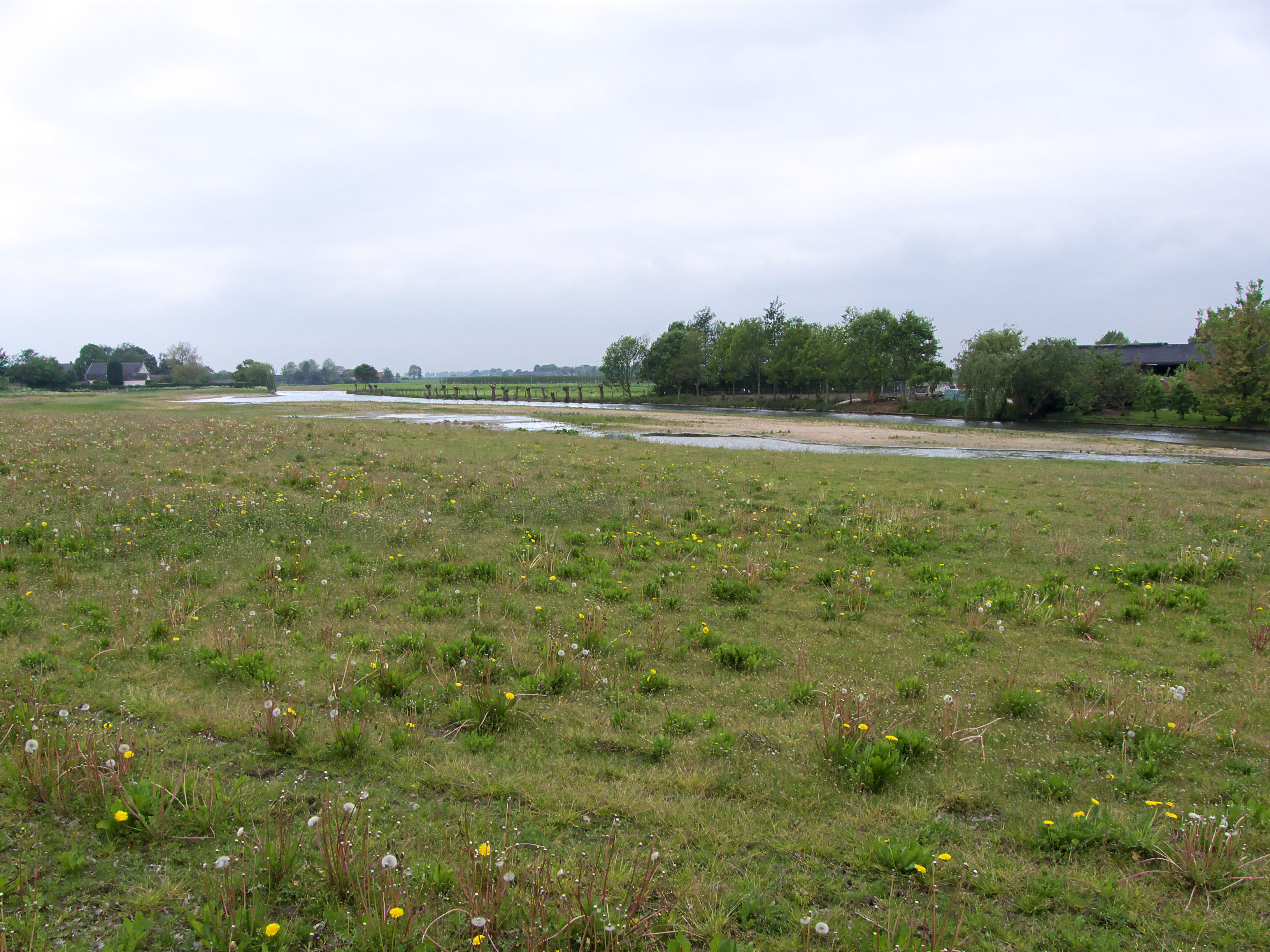
Dode arm in de Ossenwaard bij Cothen

Vlak voor Odijk bevindt zich de derde afgesneden meander. Deze bocht die in 1870 is afgesneden, eveneens in het kader van de Nieuwe Hollandse Waterlinie, stroomt door de nieuwbouw van Odijk en keert daarna terug richting de Kromme Rijn. Odijk is bijna geheel omgeven door de rivier en vormt een prachtige wandelomgeving.
Vervolgens mondt de Langbroekerwetering uit in de Kromme Rijn. Deze wetering heeft een behoorlijke waterafvoer en de Kromme Rijn wordt vanaf hier ook breder, tot zo'n 15 meter. De Langbroekerwetering is tussen 1635 en de 19de eeuw bevaarbaar geweest en vormde voor schippers een sneller alternatief dan de kronkelige Kromme Rijn. Vanaf dit punt wordt de Kromme Rijn ook wel Wilde Rijn genoemd: de rivier is hier nauwelijks gekanaliseerd.

### Wilde Rijn
Tussen Odijk en Bunnik stroomt de Wilde Rijn een tijdje parallel met de snelweg A12. De rivier is hier kaarsrecht. Vervolgens stroomt de rivier onder de A12 door en passeert achtereenvolgens het industriegebied De Rumpst en de Spoorlijn Utrecht - Arnhem, om vervolgens langs de bebouwde kom van Bunnik richting Utrecht te stromen.
Ten noorden van Bunnik liggen in de Kromme Rijn over een afstand van ruim één kilometer enkele lange riviereilanden. Hier bevindt zich een prachtig stukje natuur. In deze omgeving bevindt zich ook het haventje van Niënhof, dat de thuisbasis vormt van een open rondvaartboot. Bijna aan het eind van de riviereilanden komt de Hakswatering uit op de Kromme Rijn. De rivier wordt hier opnieuw breder.

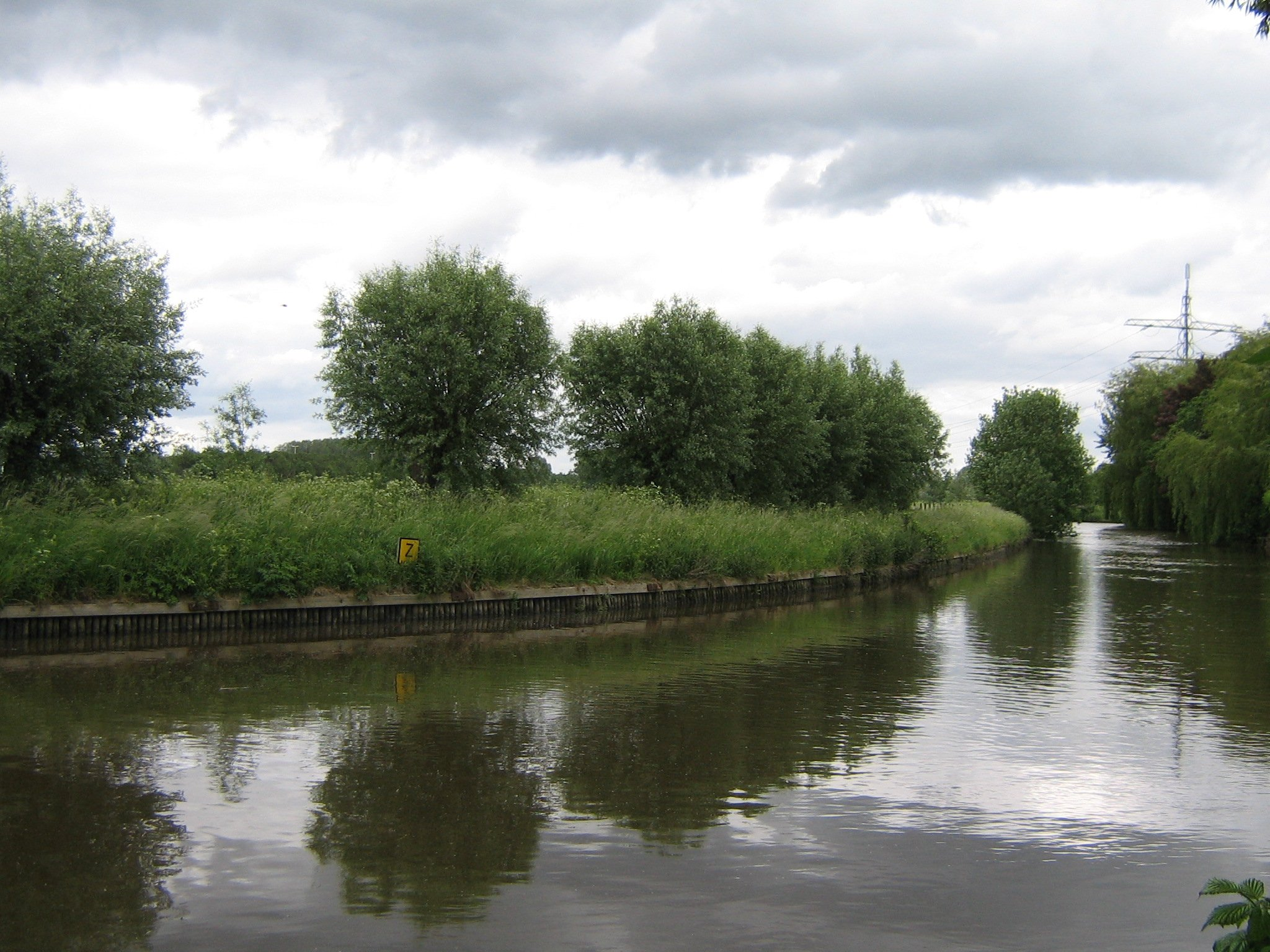
Kromme Rijn bij Bunnik

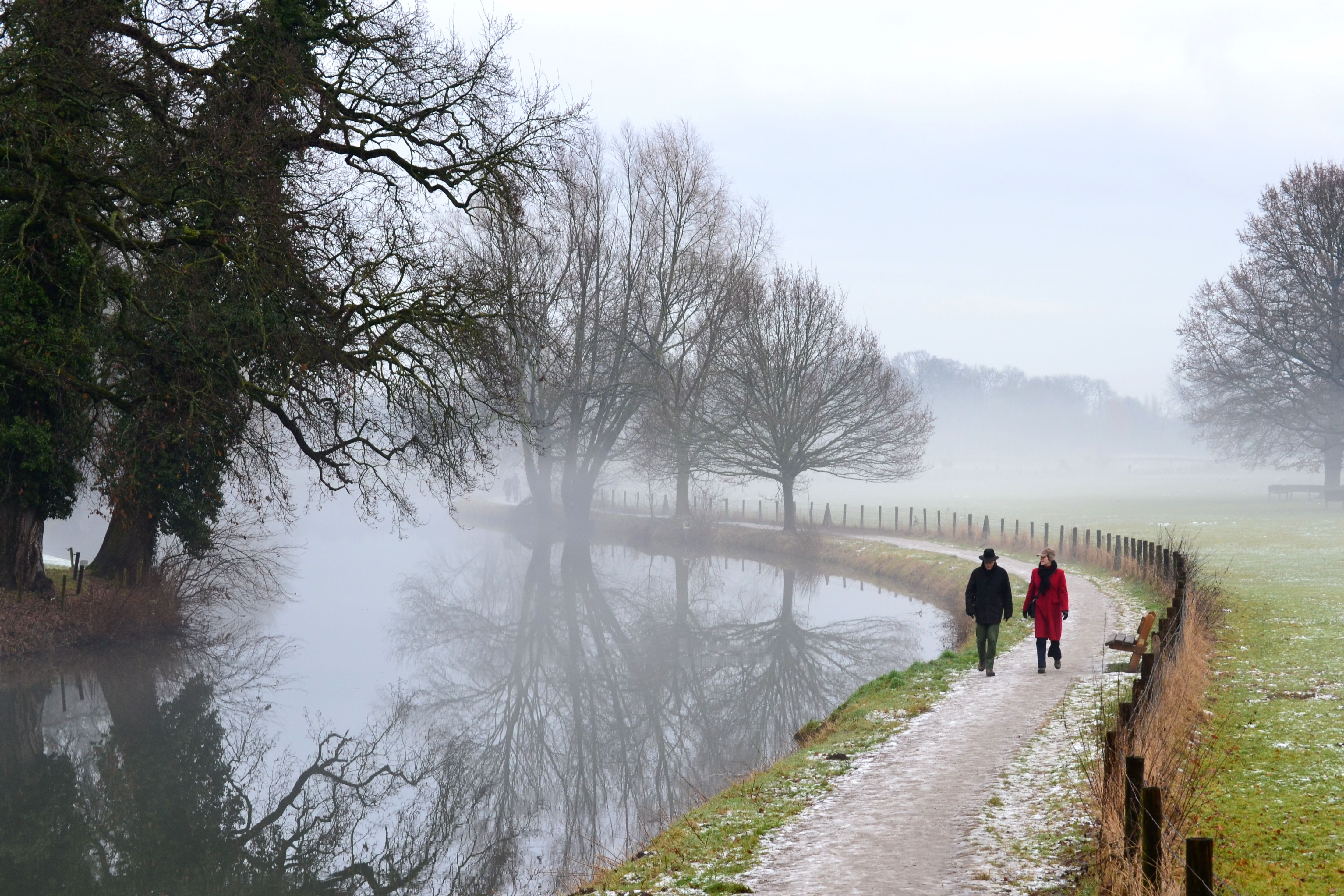
Kromme Rijn nabij kasteel Rhijnauwen te Bunnik

Utrecht komt nu steeds dichterbij en de gebouwen van de Uithof worden zichtbaar. De Kromme Rijn maakt hier een slinger naar het westen en passeert Fort bij Rijnauwen: het eerste Waterliniefort dat de rivier tegenkomt. De omgeving wordt weer bosrijk en het landhuis Rhijnauwen met koetshuis worden zichtbaar. Iets verder naar het zuiden, ter hoogte van de A12, bevonden zich 2000 jaar geleden de grote havens van Fectio, een belangrijke Romeinse basis aan de toenmalige splitsing tussen Rijn en Vecht.
De rivier passeert vervolgens kasteel Oud-Amelisweerd, buigt naar het noordwesten, stroomt een tijdlang parallel aan de snelweg A27 en maakt vervolgens een scherpe bocht naar het westen, onder de A27 door. De rivier heeft nu de bebouwde kom van Utrecht bereikt.
Ter hoogte van Maarschalkerweerd takt de Minstroom af (oorspronkelijk onderdeel van de Vecht), die via de Rembrandtkade en de Abstederdijk uitkomt bij de binnenstad. De Kromme Rijn gaat naar het zuidwesten, en passeert Zwembad De Krommerijn. Vervolgens passeert de rivier de Galgenwaard, waar zich tegenwoordig het stadion van FC Utrecht bevindt. Opnieuw stroomt de rivier onder een weg door en wordt het waterliniefort Lunetten I gepasseerd.

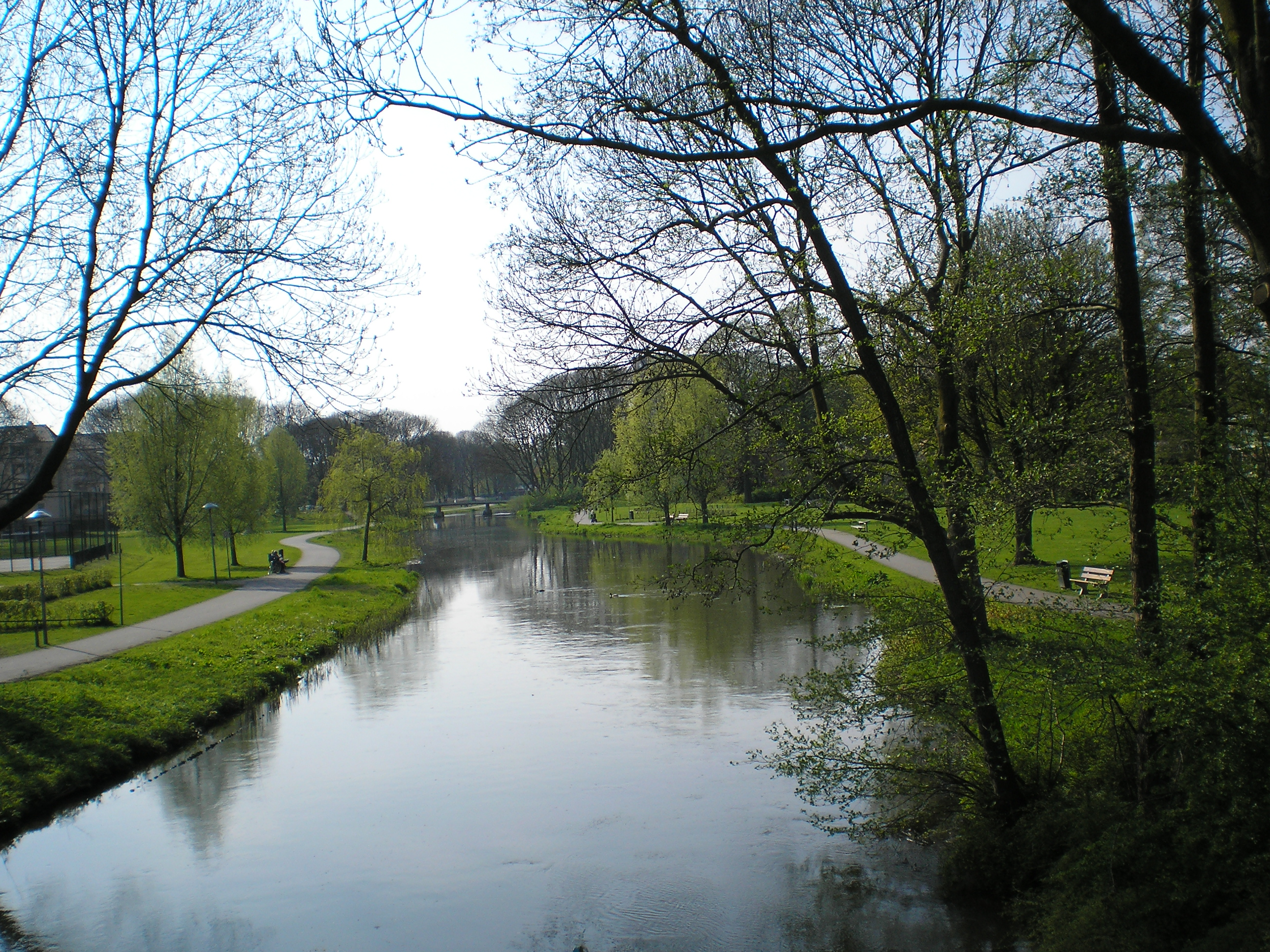
Kromme Rijn ter hoogte van de Tamboersdijk te Utrecht

Vanaf de Waterlinieweg stroomt de Kromme Rijn kaarsrecht door een park. Hier is de rivier in het verleden een aantal keren flink vergraven. Enkele honderden meters later  stroomt de rivier bij de Krommerijnbrug in de Stadsbuitengracht (gegraven in 1318): de Kromme Rijn heeft nu zijn eindpunt bereikt. Het water van de Kromme Rijn wordt nu langs en door het centrum van Utrecht naar de Weerdsluis naar de Vecht geleid:
- via de Stadsbuitengracht, ten oosten en ten westen van het centrum;
- via de Oudegracht;
- via de Nieuwegracht, die aftakt van de Stadsbuitengracht, zich voortzet onder de namen Kromme Nieuwegracht, Drift en Plompetorengracht, en dan weer in de Stadsbuitengracht uitmondt.

Uit de Stadsbuitengracht ontsprong oorspronkelijk de Leidse Rijn (richting Harmelen, overgaand in de Oude Rijn), en nu de Catharijnesingel in 2022 heropend is kan die verbinding in de toekomst hersteld. De Vaartsche Rijn (aangelegd meteen na het afdammen van de Kromme Rijn bij Wijk bij Duurstede in 1122) is ook toegankelijk vanuit dezelfde Stadsbuitengracht.

## Geschiedenis
De Kromme Rijn is vermoedelijk rond het jaar 1000 v.Chr. ontstaan en was ooit de belangrijkste aftakking van de Rijn naar de Noordzee. Sinds de jaartelling begon de Lek echter een steeds belangrijkere rol te spelen. Het afdammen van de Kromme Rijn bij Wijk bij Duurstede in 1122 (in opdracht van de Utrechtse bisschop Godebald) betekende het einde van deze rivier als afvoer van Rijnwater. Ten tijde van de afdamming was de Kromme Rijn ongeveer 100 meter breed. De oudste vermelding van de naam Kromme Rijn dateert uit de 16de eeuw.
De ontstaansgeschiedenis van dit gebied hangt nauw samen met zich steeds verleggende, vrij meanderende Rijnlopen. Door veelvuldige overstromingen ontstond een patroon van zandige oeverwallen en komgronden van zware klei. De oeverwallen zijn al sinds de bronstijd bewoond. De ontginningen van de oeverwallen zijn blokvormig. De laaggelegen komgronden konden pas na afdamming van de Kromme Rijn worden ontgonnen, deze zijn langwerpig. De natte komgronden waren voornamelijk in beheer als hooiland, hakhout en griend, de vruchtbare hogergelegen oeverwallen als akker.
De Kromme Rijn was onderdeel van de Romeinse Limes. In de 7de eeuw ontstond op de westoever van de Kromme Rijn de belangrijke handelsplaats Dorestad (bij het huidige Wijk bij Duurstede). (Onder meer) Vikingen, verzanding en/of kerkpolitieke (de bisschop van Utrecht) redenen waren waarschijnlijk verantwoordelijk voor de teloorgang van deze plaats. Ook in Houten zijn belangrijke Romeinse grensnederzettingen teruggevonden.

## Recente ontwikkelingen
Een groot deel van de Kromme Rijn is de afgelopen jaren opnieuw ingericht om te functioneren als "stapstenen" binnen een ecologische verbindingszone. Zo zijn er natuurvriendelijke oevers aangelegd en is bij verschillende percelen de voedselrijke toplaag van de grond verwijderd. Deze pas ingerichte percelen moeten nog tot ontwikkeling komen. De waterkwaliteit van de Kromme Rijn is verbeterd, waarvan meerdere zeldzame libellen en vissen geprofiteerd hebben, waaronder recent de beekrombout. Verspreid door het gebied komen kwelindicerende planten voor. Verder is de Kromme Rijn rijk aan amfibieën en hun predator de ringslang.

## Waterhuishouding
Na de afdamming van de Kromme Rijn in 1122 is deze rivier tweemaal verruimd. Eenmaal in de 19de eeuw ten behoeve van militaire inundaties, als onderdeel van de Nieuwe Hollandse Waterlinie, en eenmaal in de jaren zeventig van de vorige eeuw. In de jaren zeventig werd het profiel zelfs verruimd voor een afvoer van 25 m³/s. In de 19de eeuw is de Kromme Rijn gedeeltelijk gekanaliseerd. Bij Odijk en tussen Werkhoven en Cothen (Oude Kromme Rijn) zijn toen bochten afgesneden. De eerste meanderbocht was omstreeks 1437 al afgesneden (de Achterrijn of Kattenveldsche Meer). Variatie in stroomsnelheid is daardoor gering.
De gemiddelde breedte van de rivier is 15 meter met een diepte van 1,3 meter. Het verval tussen Wijk bij Duurstede en Utrecht bedraagt 2 meter. De Kromme Rijn is, sinds de gedeeltelijke kanalisatie, door stuwtjes verdeeld in drie panden, elk met een eigen (streef)peil. Het debiet ligt normaal rond de 6 m³/s, maar is vraaggestuurd en kan variëren tussen de 3 en 10 m³/s. Water uit de Nederrijn wordt sinds de 19de eeuw via een inundatiesluis bij Wijk bij Duurstede ingelaten. In de jaren zestig zijn houten oeverbeschoeiingen geplaatst waardoor de overgang tussen water en land abrupt werd. Halverwege de jaren negentig is begonnen met het aanleggen van natuurvriendelijke oevers.
De Kromme Rijn wordt van oudsher gevoed door twee verschillende soorten water. Kalkrijk, hard en voedselrijk rivierwater (de Nederrijn) ingelaten bij Wijk bij Duurstede en het zwakzure tot matig kalkrijke, voedselarme grondwater afkomstig van de hogere zandgronden en de komgronden. Honderd jaar geleden bedroeg de hoeveelheid ingelaten Rijnwater circa 1 m³/s en de hoeveelheid gebiedseigen water 2 tot 3 m³/s. Het aandeel van gebiedseigen water is teruggelopen door efficiënte (snelle) ontwatering van landbouwgronden en de drainerende werking van het Amsterdam-Rijnkanaal. Daarnaast voert de in 1971 gegraven Caspargouwse Wetering bij veel neerslag het water vanuit het oostelijke weteringgebied rechtstreeks naar het Amsterdam-Rijnkanaal.
Tegenwoordig wordt de Kromme Rijn voor een belangrijk deel gevoed met inlaatwater vanuit de Nederrijn. De maximale inlaatcapaciteit is 10 m³/s. Bij lage standen van de Nederrijn kan via de Caspargouwse Wetering extra water uit het Amsterdam-Rijnkanaal worden ingelaten (tot 3 m³/s). Door het verhang vindt stroming plaats richting Utrecht en de Vecht, mits de waterinlaat gehandhaafd wordt. In het voorjaar is er bij nachtvorst een zeer hoge watervraag. Fruittelers gebruiken het water om de vruchten te beschermen tegen nachtvorstschade. Ook in de zomer is de vraag naar water uit de landbouwgebieden groot.
Oorspronkelijk trad er in de (kom)gronden tussen de Kromme Rijn en de Utrechtse Heuvelrug veel kwel uit. Door verdroging en efficiënte afvoer is de kweldruk in de percelen sterk afgenomen. Toch treedt in de laagste delen nog kwel uit, geïndiceerd door planten als beekpunge.

## Landschap
Het Kromme Rijngebied is landschappelijk zeer aantrekkelijk. Langs de rivier bevinden zich verschillende kastelen en landgoederen, zoals Amelisweerd, ridderhofstad Rhijnauwen, Rhijnestein en Beverweerd. De rijke cultuurhistorie en natuur van het gebied zijn goed beleefbaar voor recreanten. Het Kromme Rijnpad geeft volop de ruimte om te genieten van de natuur rondom de Kromme Rijn.

## In Frankrijk
De Kromme Rijn bestaat onder dezelfde naam in de Franse stad Straatsburg, waar deze meander 'Rhin Tortu' wordt genoemd. De Rijn wordt door haar met de rivier de Ill verbonden, over een afstand van 21 kilometer. Haar naam in het Elzassisch Krimmeri, is een letterlijke vertaling van Kromme Rijn. Nabij het stadion van RC Strasbourg, op lijn E van de tramlijn van Straatsburg, is er een halte met de naam "Krimmeri - Stade de la Meinau".